# إنزو كابريرا
إنزو كابريرا (بالإسبانية: Enzo Cabrera)‏ (1 أبريل 1985 بسانتياغو في تشيلي - ) هو مدرب كرة قدم ولاعب كرة قدم تشيلي في مركز الوسط. لعب مع أوداكس إيتاليانو وديبورتيس ماجالانز.

## روابط خارجية
- إنزو كابريرا على موقع قاعدة بيانات كرة القدم.إي يو (الإنجليزية)
- إنزو كابريرا على موقع Soccerway.com (الإنجليزية)